# Köyliö
 (mai 2012).
Si vous disposez d'ouvrages ou d'articles de référence ou si vous connaissez des sites web de qualité traitant du thème abordé ici, merci de compléter l'article en donnant les références utiles à sa vérifiabilité et en les liant à la section « Notes et références ».
Köyliö est une municipalité du sud-ouest de la Finlande, dans la province de Finlande occidentale et la région du Satakunta.

## Histoire
La commune est la première à être entrée dans l'histoire de la Finlande. Le 20 janvier 1156, la première croisade suédoise à l'est de la mer Baltique s'y termine tragiquement. Le chef de la croisade, l'évêque Henri d'Uppsala, est décapité sur la glace du lac Köyliönjärvi par le paysan Lalli. Même non attesté historiquement et récemment remis en cause par des chercheurs de l'université d'Helsinki, cet évènement reste un des plus grands mythes de l'histoire finlandaise. Il se retrouve dans le blason de la commune, frappé d'une mitre et d'une hache.[réf. nécessaire]

## Géographie
La commune, largement agricole, entoure le lac Köyliönjärvi. Celui-ci s'étend environ sur 10 par 2 km, avec en tout 30 km de berges. Ses berges sont planes et agricoles, et le mémorial de Saint Henri est construit à la pointe nord. Le site dans son ensemble est classé paysage national.
Le village principal compte un peu moins de 900 habitants, les 2 000 autres étant partagés entre 19 autres villages. La grande ville la plus proche est Rauma, à 48 km. La petite église en bois est le bâtiment le plus ancien, datant de 1752 (et maintes fois rénovée).
Les communes voisines sont Säkylä au sud, Eura à l'ouest, Kiukainen au nord-ouest, Kokemäki au nord, Huittinen et Vampula à l'est.
Köyliö est traversée par la route nationale 12.